# Astérixis
L'astérixis du grec « a- » (privatif) et « sterixis » (maintien d'une position) (en anglais « flapping tremor ») est un signe clinique observé en neurologie et caractérisé par la chute brutale et de brève durée du tonus des muscles extenseurs de la main. Ceci produit un mouvement rythmique comparable à un battement d'ailes lors du maintien des attitudes. On parle aussi de « myoclonie négative » pour désigner ce phénomène, par opposition au phénomène productif inverse : la myoclonie, qui est la contraction brève d'un groupe musculaire.
Il survient dans diverses encéphalopathies métaboliques, notamment l'encéphalopathie hépatique ou en cas d'encéphalopathie hypercapnique lors d'une insuffisance respiratoire grave et que la pression partielle en dioxyde de carbone artérielle (PaCO2) augmente (hypercapnie).
Ce signe clinique fut décrit pour la première fois en 1949 par Adams et Foley.